# Synspilus nitidus
Synspilus nitidus är en stekelart som beskrevs av Sergey A. Belokobylskij och Donald L.J. Quicke 2000. Synspilus nitidus ingår i släktet Synspilus och familjen bracksteklar. Inga underarter finns listade i Catalogue of Life.